# Acaciella houghii
Acaciella houghii är en ärtväxtart som beskrevs av Nathaniel Lord Britton och Joseph Nelson Rose. Acaciella houghii ingår i släktet Acaciella och familjen ärtväxter. Inga underarter finns listade i Catalogue of Life.